# Marx Memorial Library

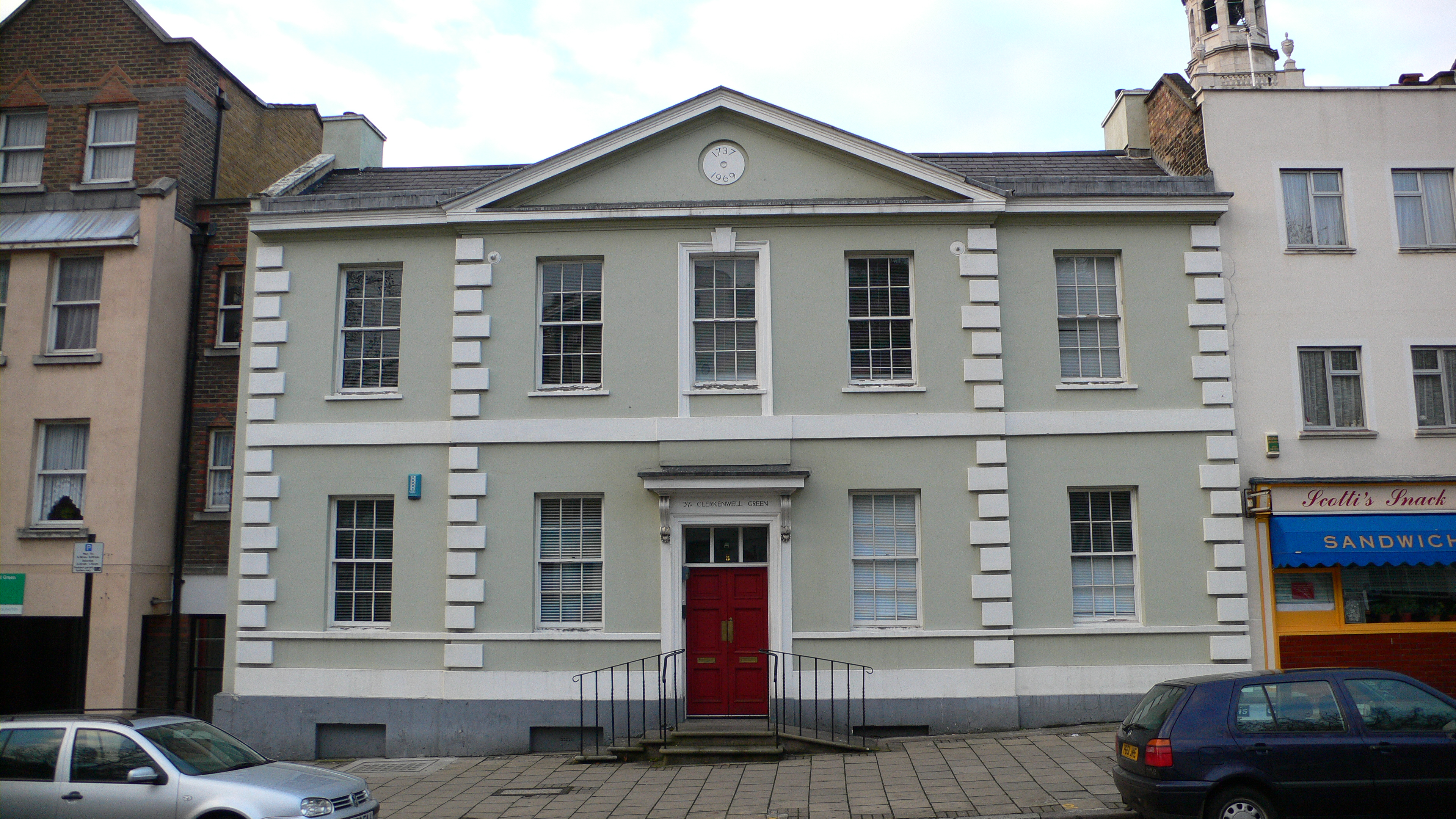
Marx Memorial Library

Die Marx Memorial Library (deutsch Karl-Marx-Gedächtnisbibliothek) in London sammelt Bücher, Broschüren und Zeitungen zum Thema Marxismus, wissenschaftlichen Sozialismus und  zu Themen der Arbeiterbewegung und ihrer Geschichte. Der Vorsitzende der Bibliothek ist Fred Williams.

## Geschichte
Anlässlich des 50. Todestages von Karl Marx am 14. März 1933 wurde das Haus  „37a Clerkenwell Green“ in „Marx Memorial House“ umbenannt. Vertreter der Communist Party of Great Britain, der Labour Party der Gewerkschaften und der Genossenschaften spendeten bis Oktober 1933 mehr als 4000 Bücher für den Grundstock der Bibliothek. In dem Gebäude wurden bis 1950 Schulungen zur politischen Ökonomie und Geschichte abgehalten. Die Bibliothek hat etwa 900 Mitglieder und circa 50 Organisationen, die auch Mitglieder sein können. Zum Bestand gehören einige Originalausgaben der Werke von Marx und Engels, zum Teil Widmungsexemplare. Insgesamt lag der Bestand der Bibliothek 2002 bei über 150.000 Bänden, vorwiegend in englischer Sprache. Einige Tausend sind aber in deutscher, französischer, italienischer, russischer und spanischer Sprache. Zum Bestand der Bibliothek gehören die Nachlässe von James Klugmann und John Desmond Bernal. Zweimal im Jahr (Frühling und Herbst) gibt die Marx Memorial Library ihr Bulletin of the Marx Memorial Library heraus. Gelegentlich wird das Haus durch die nationale Lotterie unterstützt.
In der Bibliothek ist die „The Printers Collection“ archiviert, die das Archiv der Drucker und Papiermacher Gewerkschaften Großbritanniens und Irlands enthält. Das Archiv besteht aus Gewerkschaftsdokumenten, Zeitschriften, Fotografien und anderem Material. Das Archiv wurde im März 2009 durch Derek Simpson und Tony Burke eröffnet.
In der Bibliothek befindet sich auch das Fresko The worker of the future upsetting the economic chaos of the present, 1935 gemalt von Jack Hastings und dem amerikanischen Maler Clifford Wight.

## Vorgeschichte des Gebäudes
1737 wurde das Gebäude als Schule für walisische Kinder gebaut. 1772 zog die Schule nach Gray’s Inn um und das Gebäude diente für lange Zeit als Geschäfts- oder Kauffeehaus. Zwischen 1872 und 1892 war das Gebäude der Sitz des radikalen „Patriotic Club“. 1892 zogen die Zeitung „Twentieth-Century Press“ und die Social Democratic Federation hier ein. William Morris und Eleanor Marx wirkten hier.
Als Eleanor am 31. März 1898 Selbstmord verübte und auch ihr Lebensgefährte Edward Bibbins Aveling keinen Anspruch auf ihre Urne geltend machte, wurde ihre Urne von Friedrich Leßner in das Büro der „Social Democratic Federation“ gebracht. Er legte einen Zettel in die Urne: „These are the ashes of Eleanor Marx“. Bis 1920 wurde sie hier aufbewahrt. 1920 brachte man die Urne ins Hauptquartier der Kommunistischen Partei Großbritanniens. Als 1921 die Polizei das Hauptquartier dieser Partei durchsuchte, wurde die Urne ohne einleuchtenden Grund beschlagnahmt. Später wurde die Urne wieder in die Marx Memorial Library zurückgebracht. Erst als das Grab von Marx am 23. November 1954 umgebettet wurde, bestattet man Eleanors Urne auf dem Highgate Friedhof und setzte auch Eleanors Namen auf das neue Grabmal, das am 14. März 1956 feierlich eingeweiht wurde.
Von April 1902 bis zum Frühjahr 1903 ließ Wladimir Iljitsch Lenin in diesem Haus 17 Nummern der russischen sozialdemokratischen Zeitung Iskra drucken. Er war hier auf Einladung von Harry Quelch, dem damaligen Führers der Social Democratic Federation.
Zwischen 1922 und 1933 war das Haus unbewohnt.